# Заросток

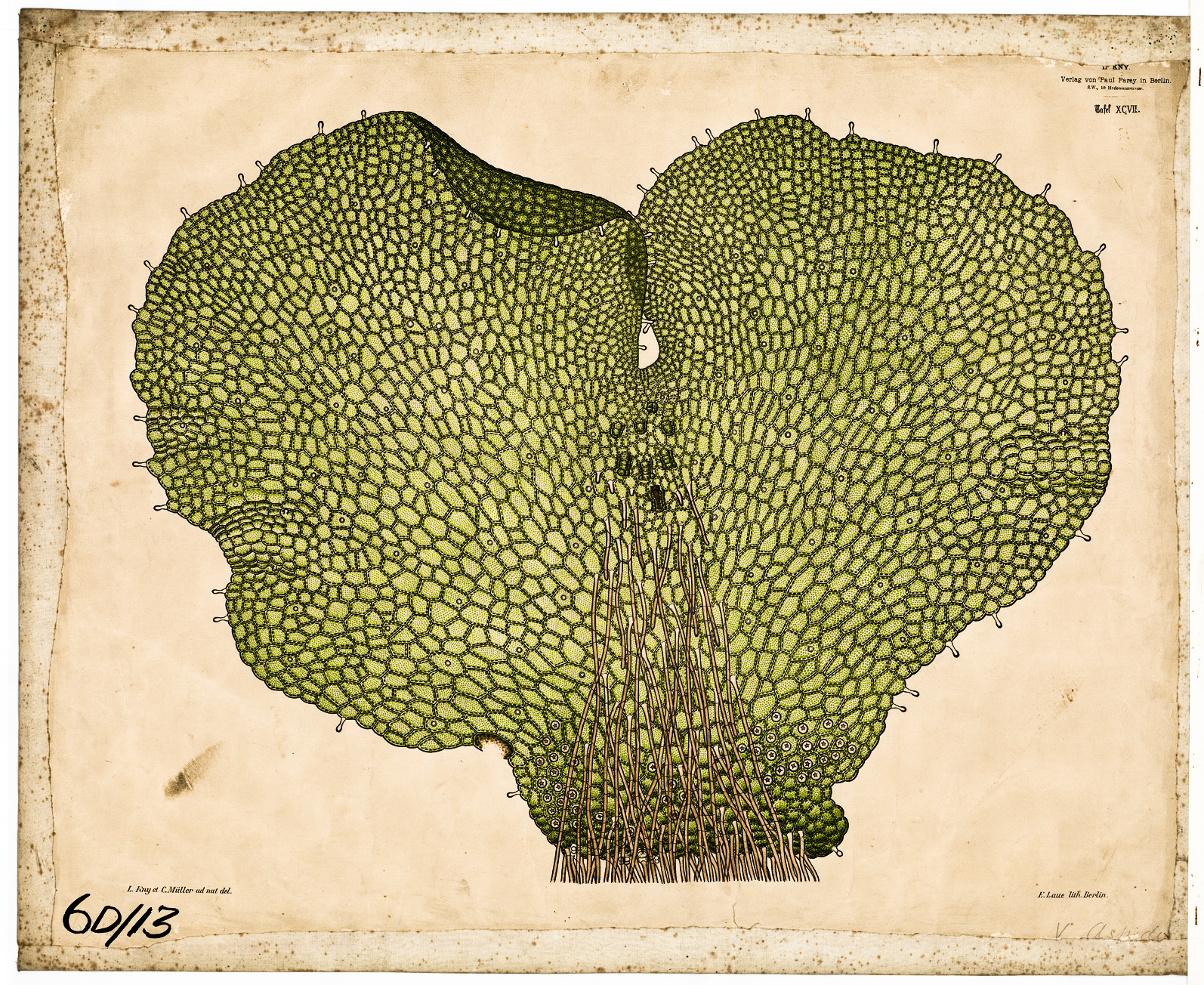
Заросток папороті з родини щитникові (Aspidium)

Заросток, або проталій (від грец. proto — перед, раніше і грец. thalom — паросток, пагін) — статеве покоління у папоротей, хвощів, плаунів і селагінел.
Заросток папоротей являє собою зелену пластинку від декількох міліметрів до декількох сантиметрів, яка розвивається зі спори та на якій утворюються статеві органи — антеридії та архегонії. Після запліднення на заростку розвивається спорофіт.
Гомологічними органами до заростку в голонасінних є ендосперм, а в квіткових — зародковий мішок.